# Parco nazionale Taroko

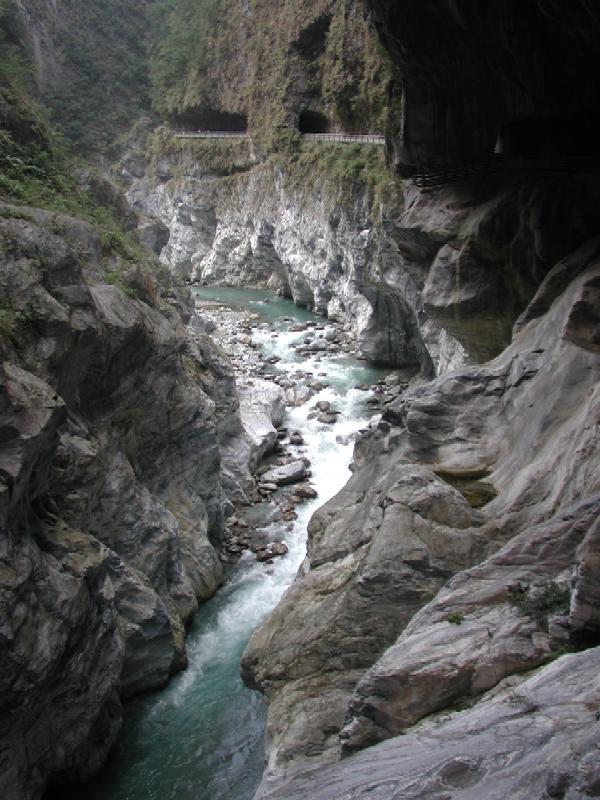
Fiume dalle 9 gole

Carta del Parco Nazionale

Il parco nazionale Taroko (cinese: 太魯閣國家公園; pinyin: Tàilǔgé gúojiā gōngyuán; Pe̍h-ōe-jī: Taroko kok-ka kong-hn̂g) è uno degli otto parchi nazionali di Taiwan.
Il parco si estende su Taichung City, contea di Nantou e la contea di Hualien.

## Storia
Il parco fu in origine creato come  "parco nazionale Tsugitaka-Taroko" (次高タロコ国立公園 Tsugitaka Taroko kokuritsu kōen) dal governatore generale di Taiwan il 12 dicembre 1937 quando Taiwan faceva parte dell'Impero del Giappone.
Dopo la sconfitta dei giapponesi durante la seconda guerra mondiale, la repubblica della Cina assume il controllo dell'isola di Taiwan e abolì il parco il 15 agosto 1945 fino al 28 novembre 1986 quando fu ripristinato.

## Attrazioni del parco
Le attrazioni principali del parco sono:
- il canyon delle nove gole (九曲洞 Jiuqü Dong,  pictured at right)
- Eternal Spring Shrine (長春祠 Changchun, pictured below)
- Swallow Grotto (燕子口)
- parco Jinheng (靳珩公園)
- il ponte del Kind Mother (慈母橋)
- Tiansiang (天祥)
- precipizio Jhueilu (錐麓斷崖)
- il ponte di Lioufang  (流芳橋)
- la collina di Yu the Great (大禹嶺)
- Buluowan (布洛灣)

Il nome, Taroko, proviene dalla Lingua seediq, una lingua indigena, e significa "magnifico e bello".

## Galleria d'immagini

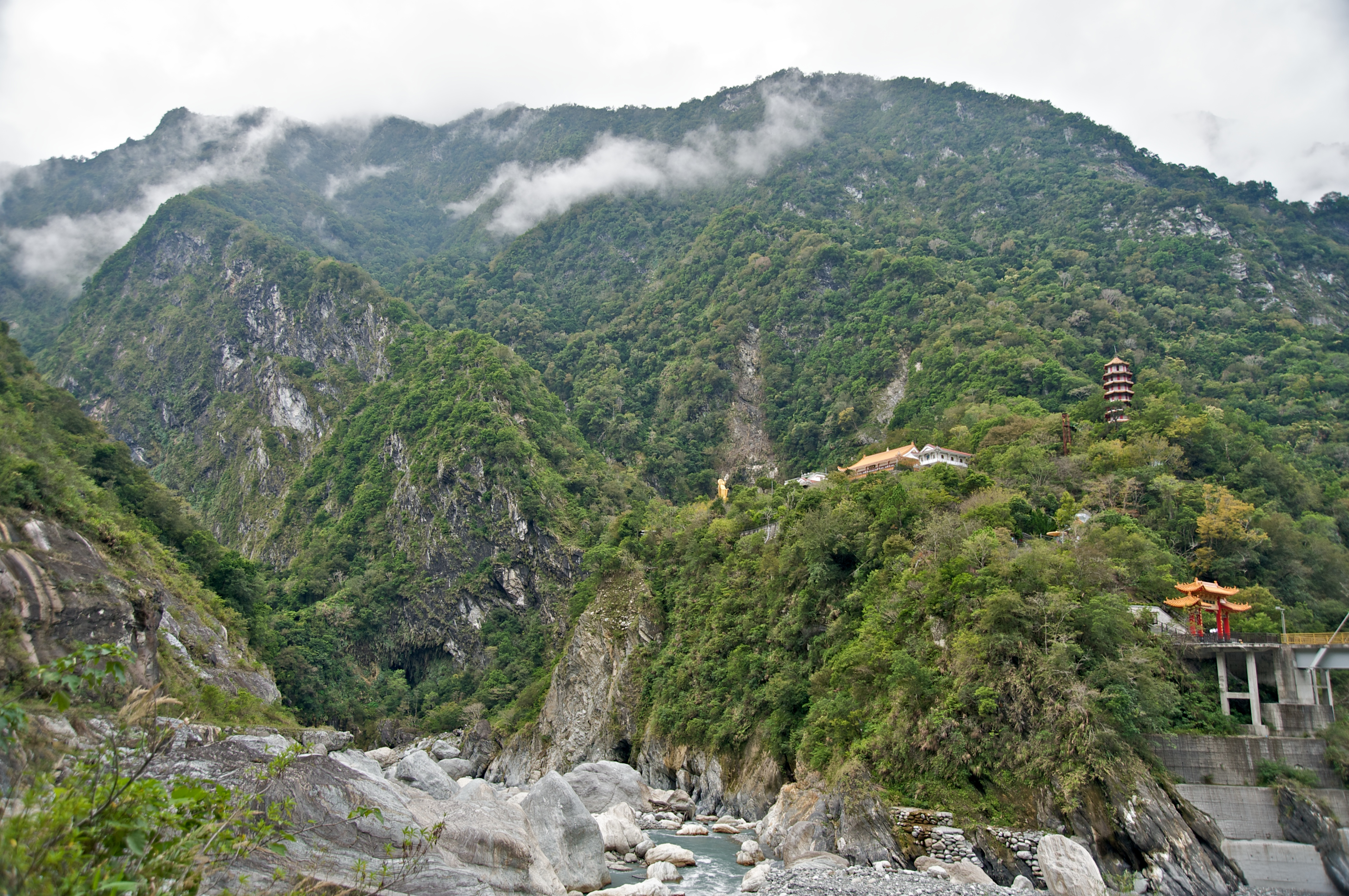
Taroko
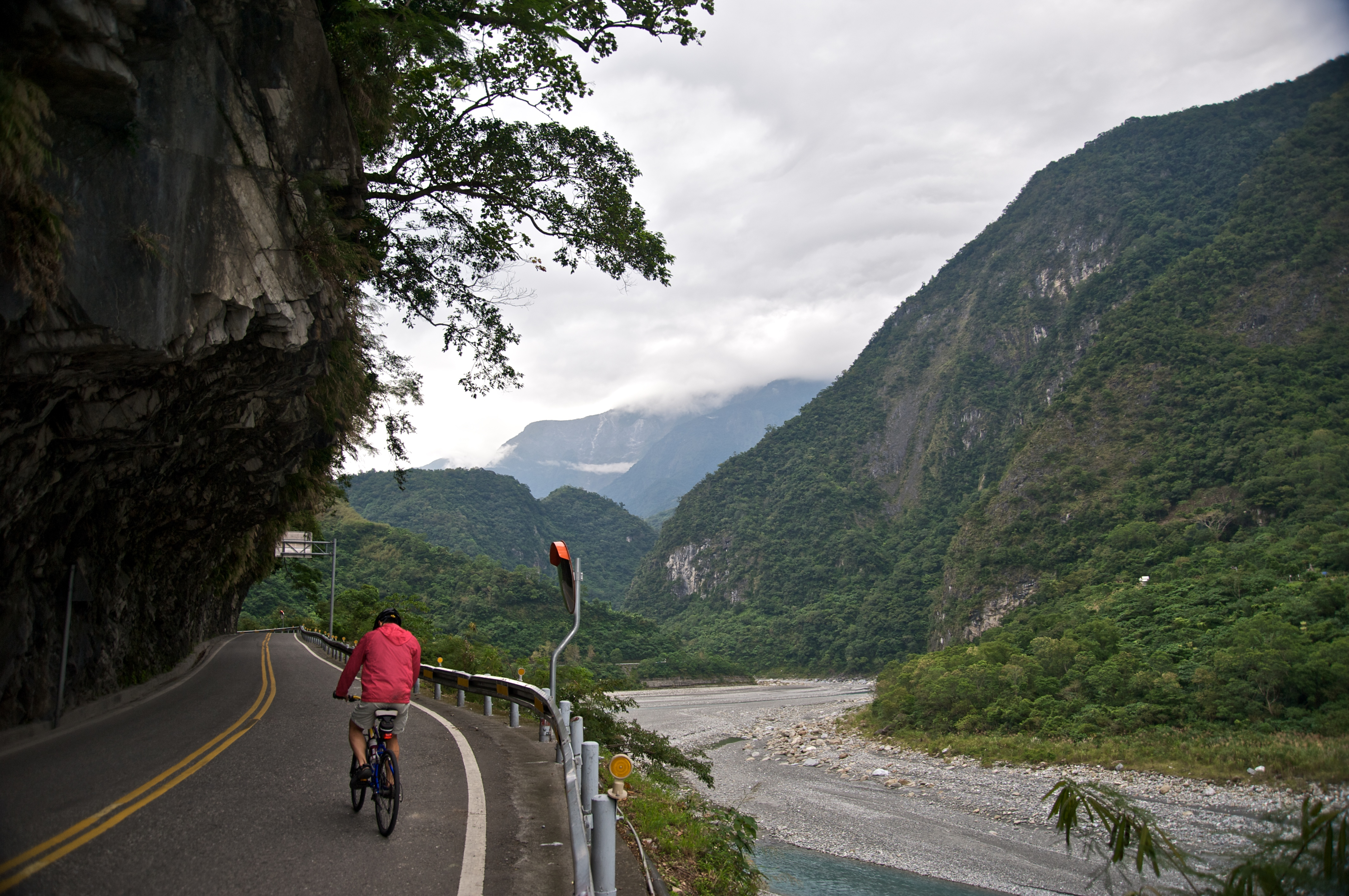
Bicycling uphill
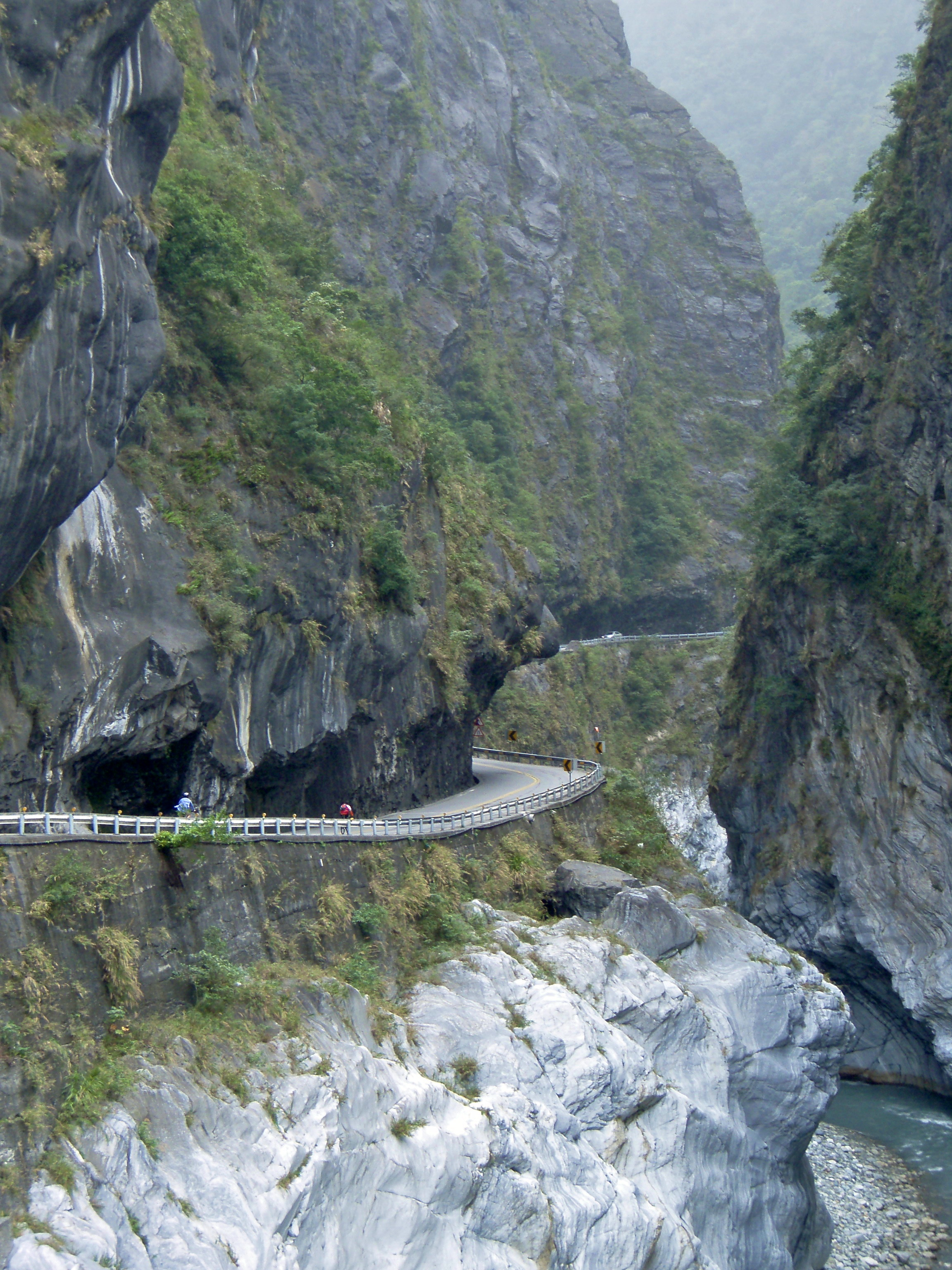
ciclisti e auto in strade strette
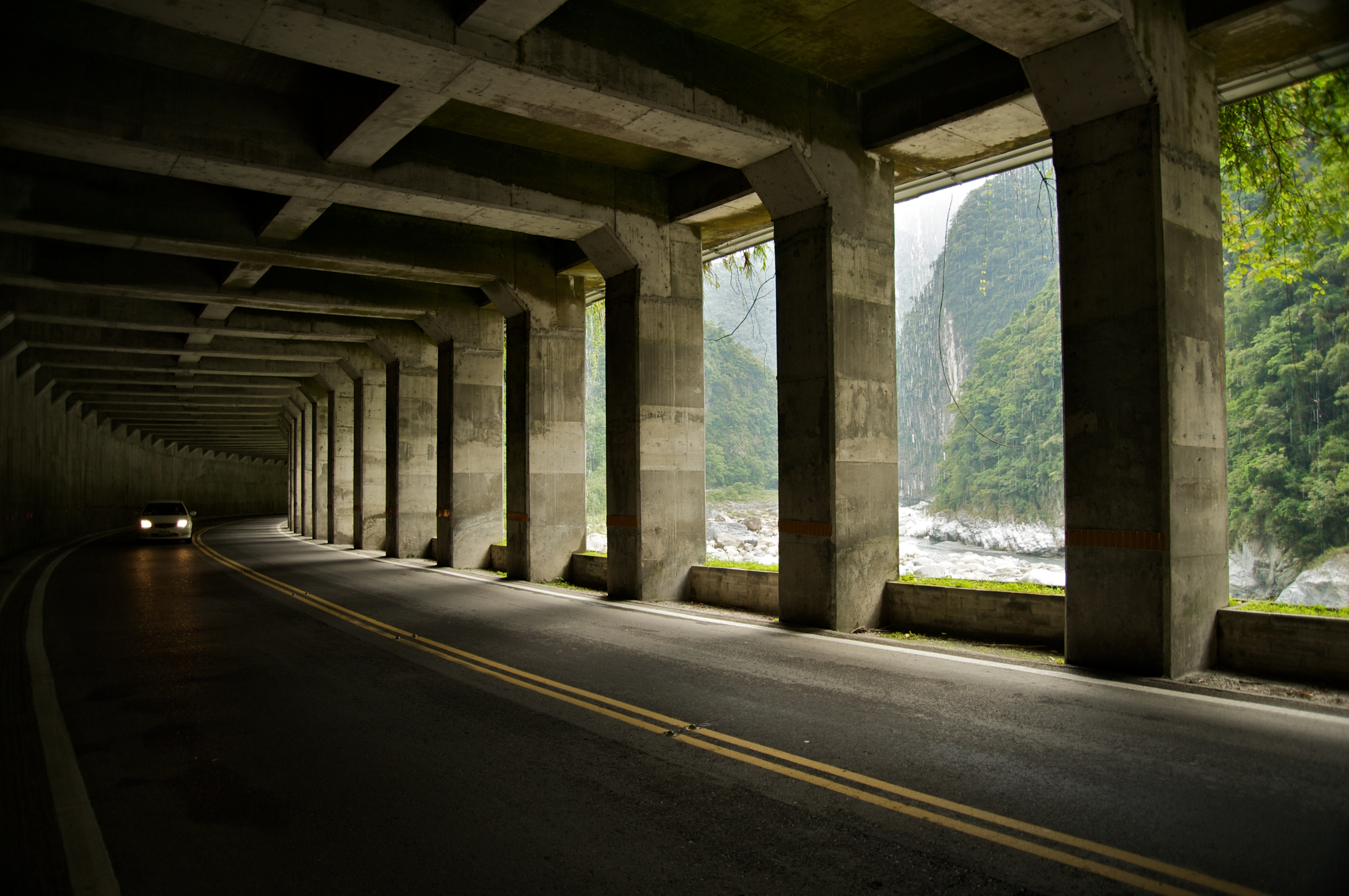
Protezione dalle cascate
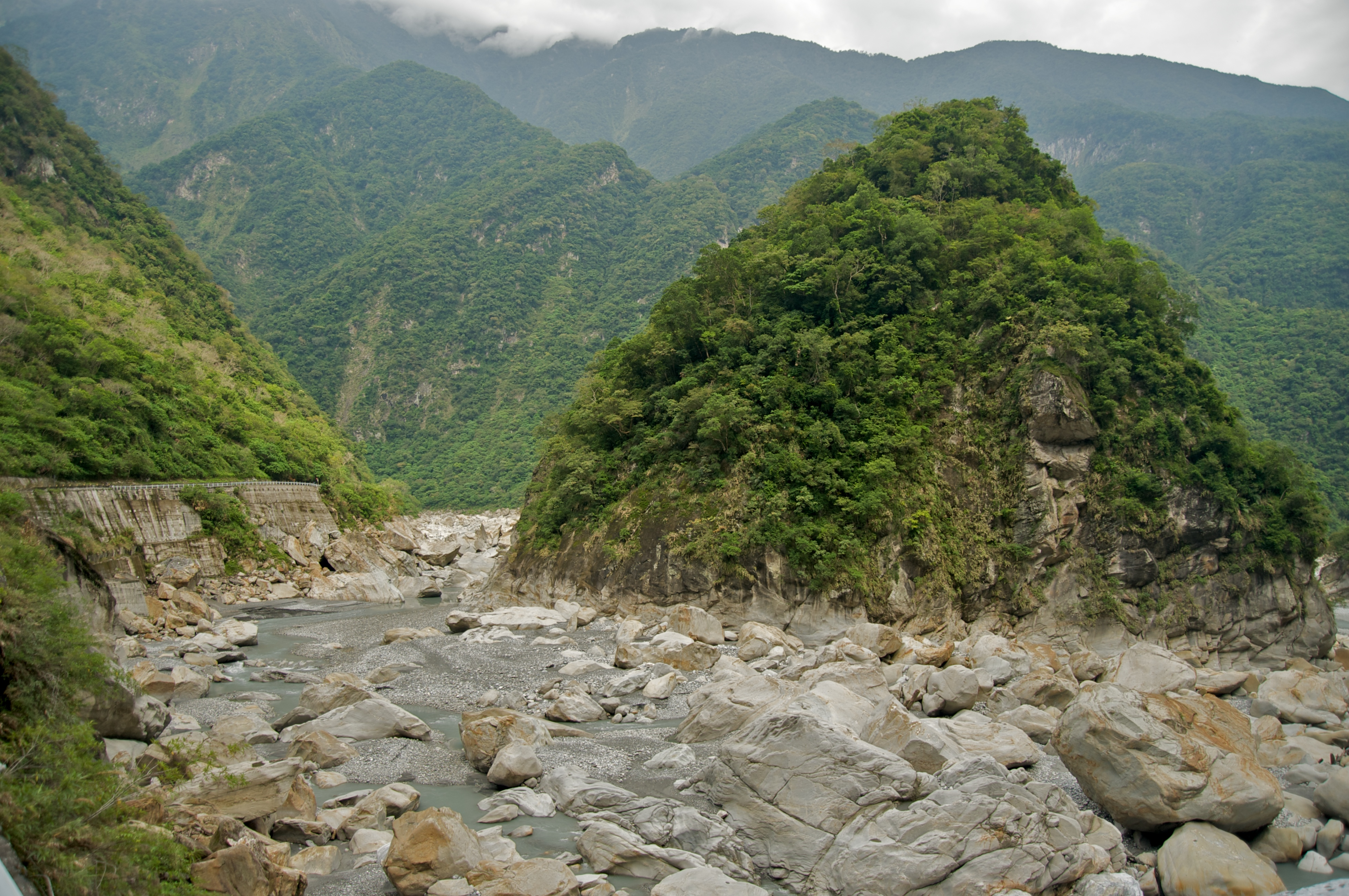
Panorami
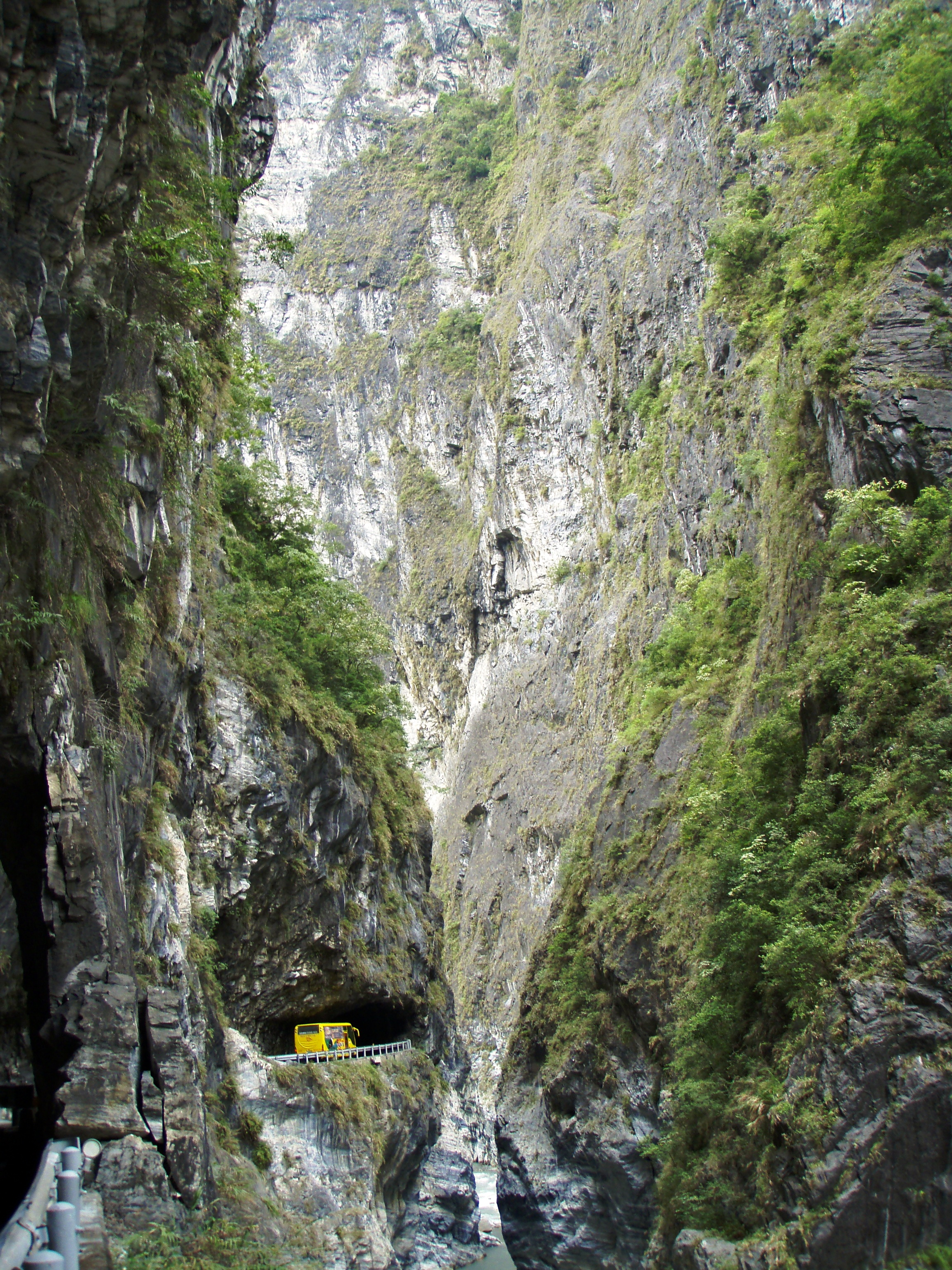
Taroko
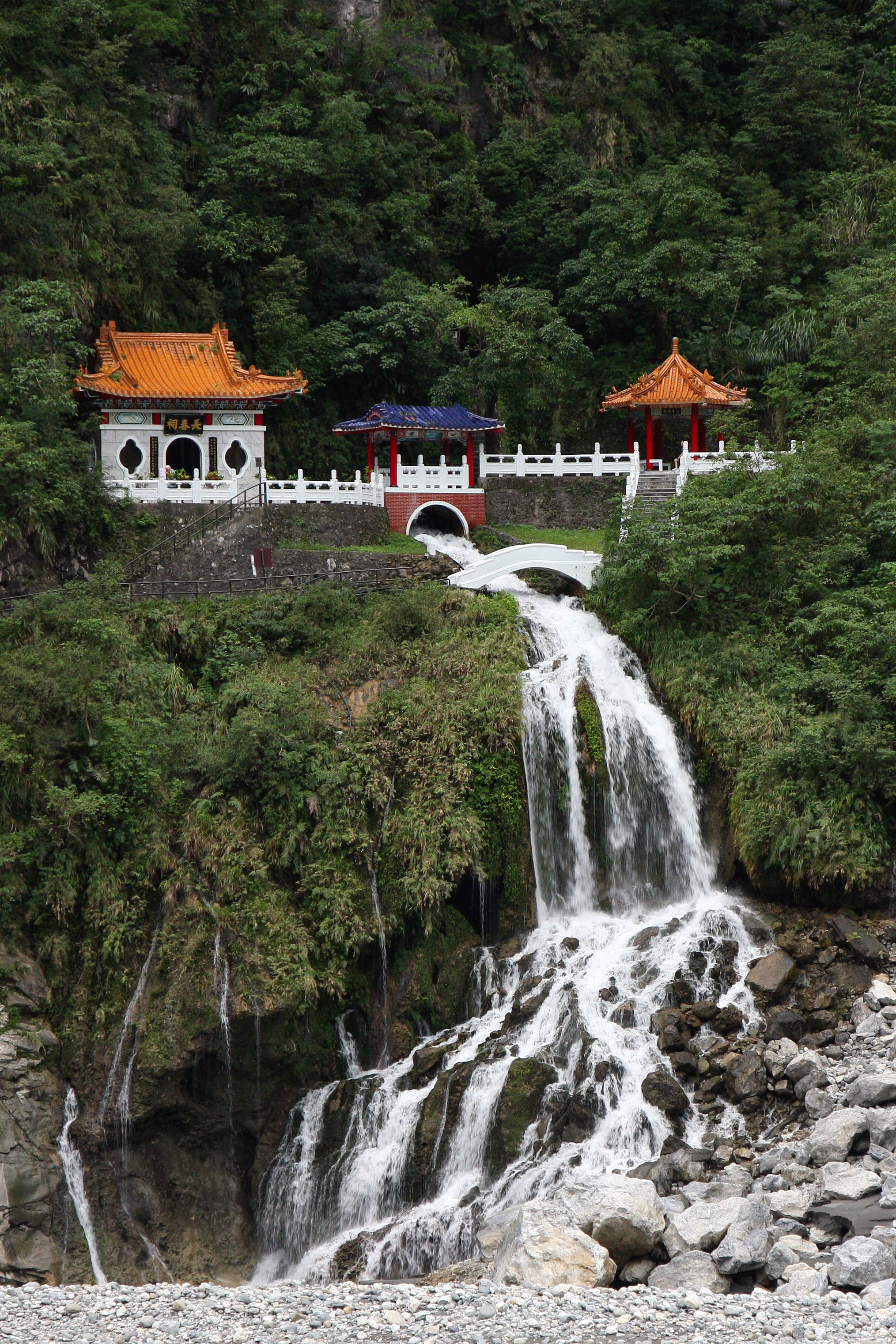
Eternal Spring Shrine, parco nazionale Taroko, Hualien sulla costa est.
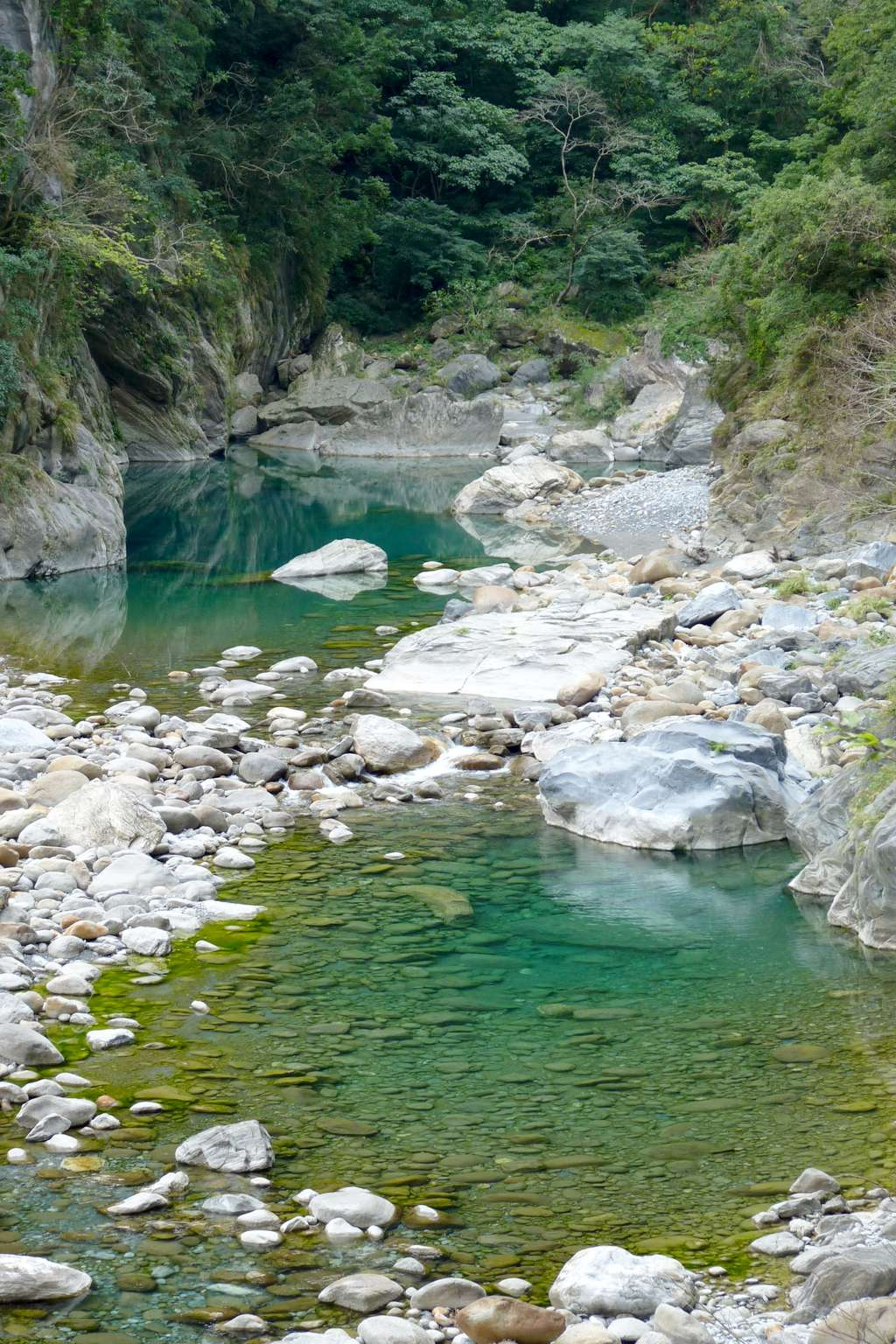
Fiume Shakadang
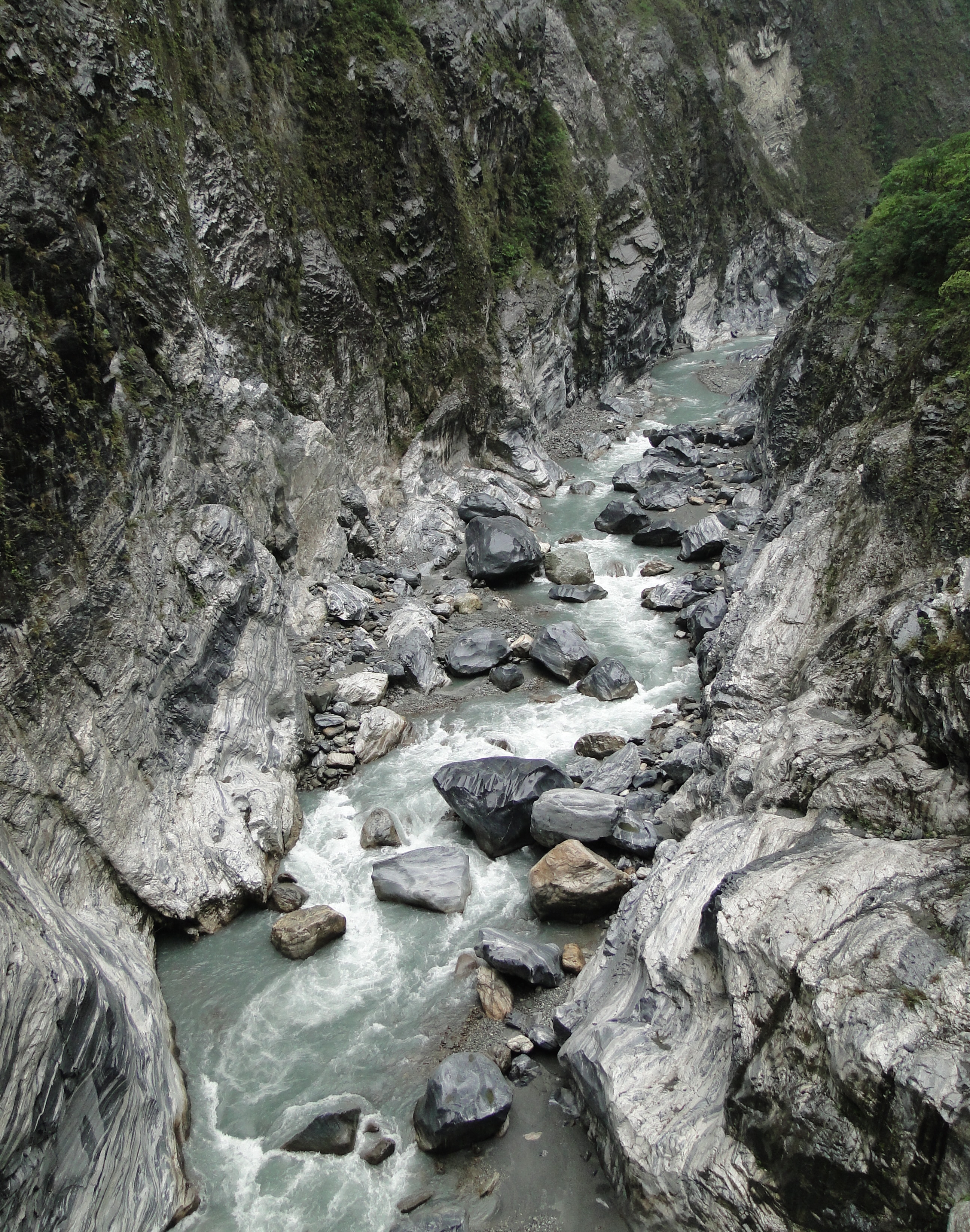
Fiume Liwu
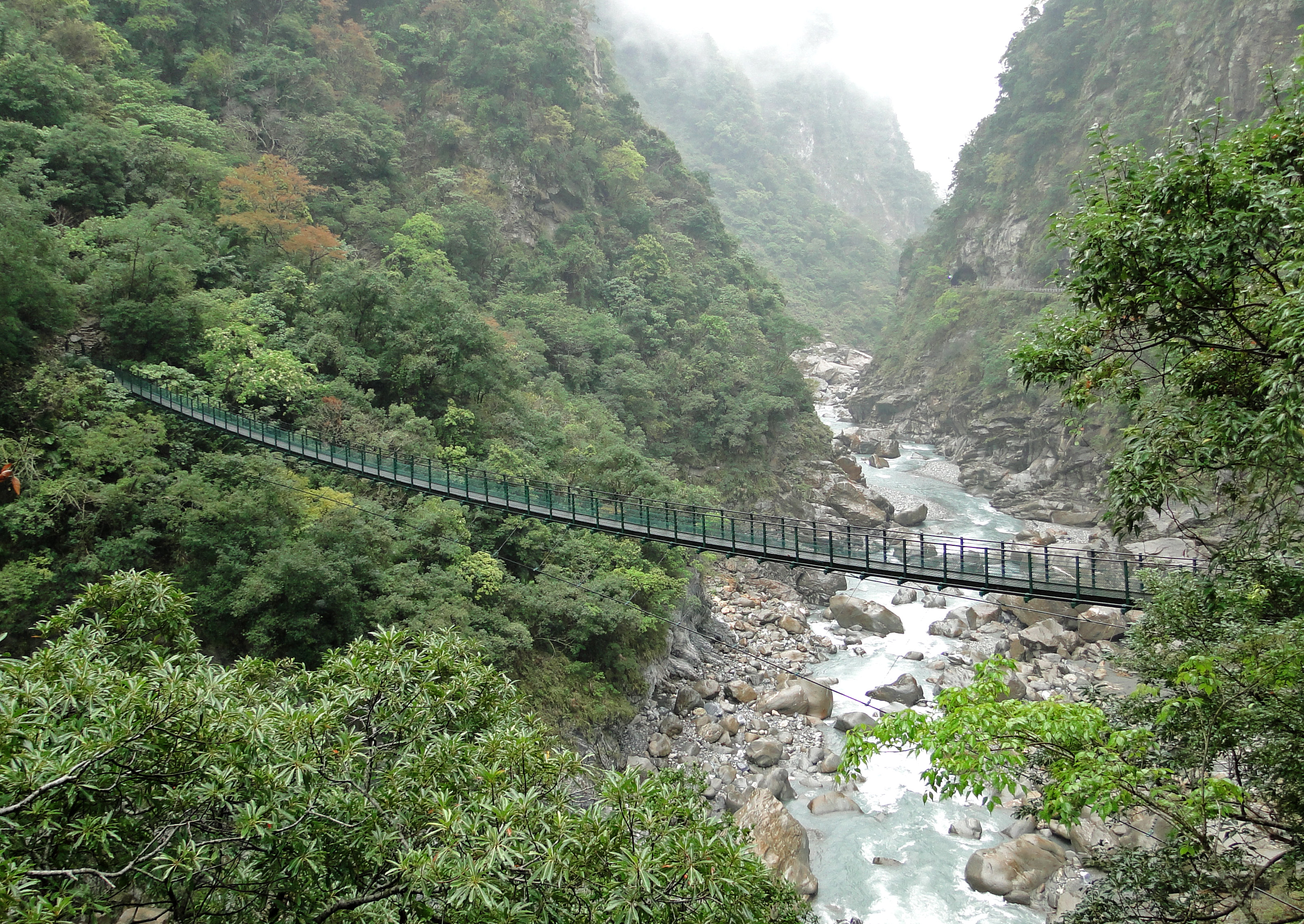
Un ponte sospeso
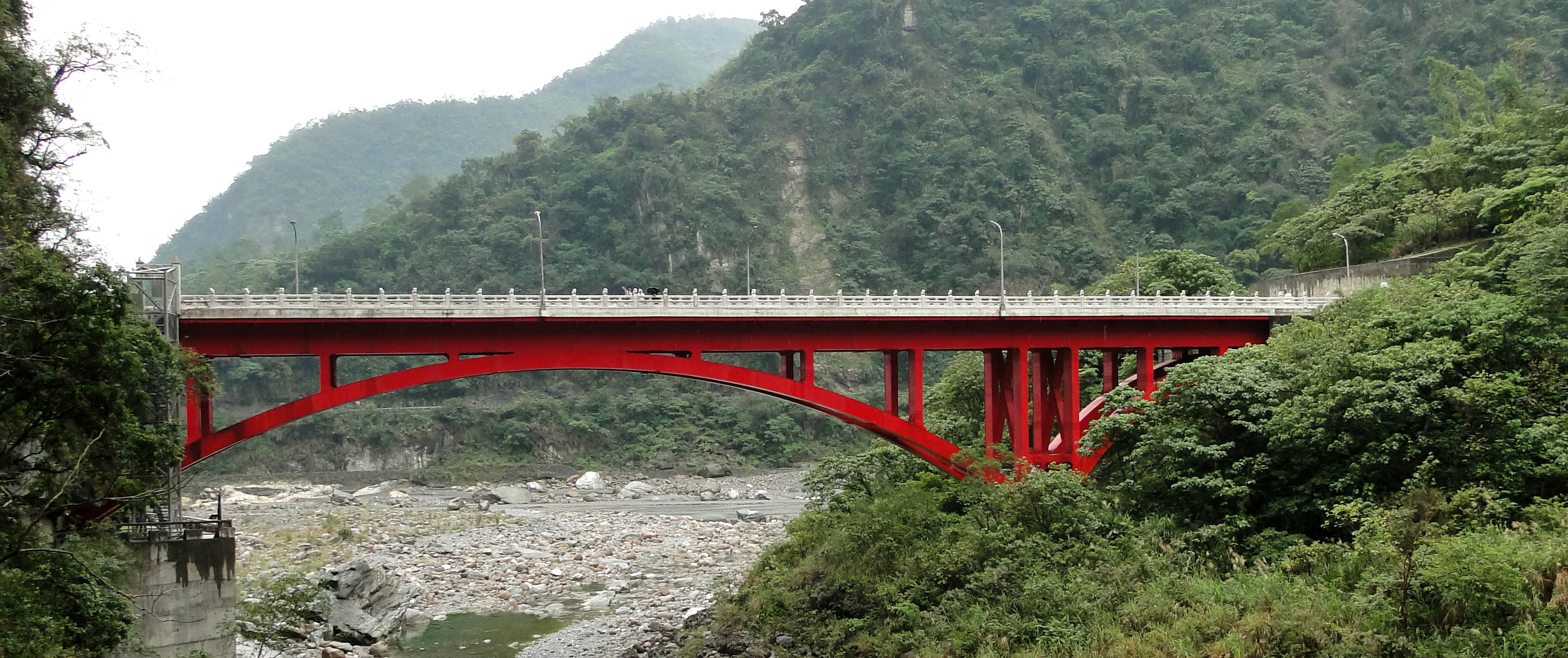
Ponte dei 100 leoni
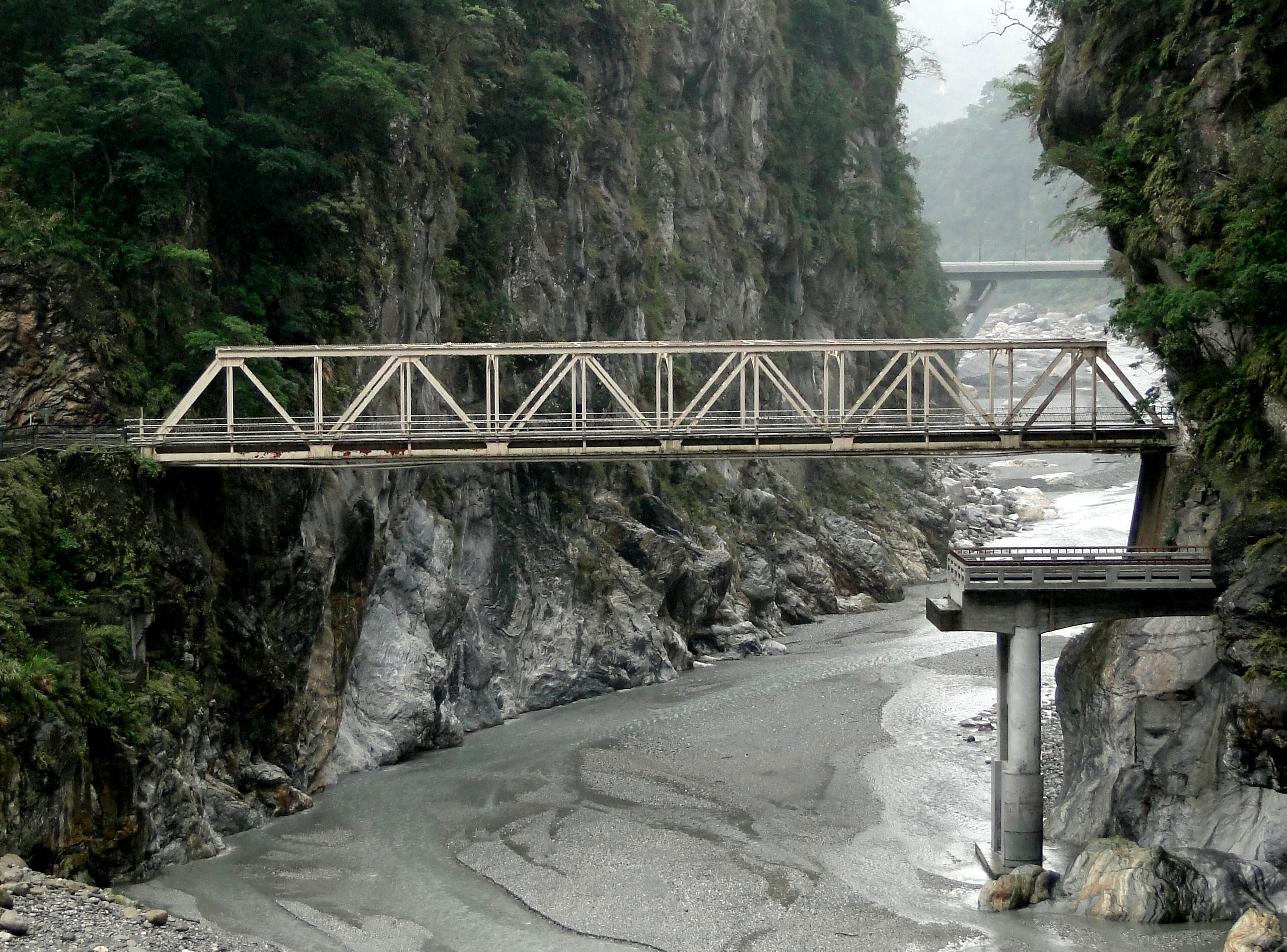
Ponte Changchun